# Beregove (Crimea)
|  | Per a altres significats, vegeu «Beregovoie». |

Beregove (en (ucraïnès): Берегове) és un poble de la República Autònoma de Crimea a Ucraïna, que el 2014 tenia 787 habitants. Pertany al districte de Bakhtxissarai. Fins al 1890 la vila es deia Zamruk.

## Població
Segons les dades del 2001 la composició de la població de la vila de Beregovoie d'acord amb la llengua que empren és la següent:
| Llengua  | %     |
| -------- | ----- |
| Rus      | 74,25 |
| Ucraïnès | 13,91 |
| Tàtar    | 9,77  |
| Altres   | 0,8   |